# Tomáš Kaberle
Pour les articles homonymes, voir Kaberle.
Tomáš Kaberle (né le 2 mars 1978 à Rakovník en Tchécoslovaquie aujourd'hui ville de République tchèque) est un joueur professionnel tchèque de hockey sur glace qui évoluait en tant que défenseur.
Il est issu d'une famille de joueurs de hockey :
- son père František senior a joué dans l'équipe de Tchécoslovaquie de hockey sur glace.
- son frère aîné František est un joueur de hockey professionnel.

## Biographie

### Carrière en club
Tomáš Kaberle commence sa carrière de joueur en 1994-1995 dans le championnat de République tchèque (Extraliga) en jouant pour le HC Kladno avec son frère qui y joue depuis trois saisons.
En 1996, lors du repêchage d'entrée dans la Ligue nationale de hockey, les Maple Leafs de Toronto le choisissent en tant que 204e choix (huitième ronde). Il continue deux saisons dans l'Extraliga avant de rejoindre pour deux matchs à la fin de la saison 1997-98 la Ligue américaine de hockey et les Maple Leafs de Saint-Jean.
Depuis, il a joué toutes ses saisons avec la franchise de la LNH, sauf celle de 2004-2005 annulée où il retourne jouer avec son frère dans le club de Kladno.
En 2002, il est sélectionné pour jouer au cours du 52e Match des étoiles de la LNH.
Le 11 février 2006, Tomáš Kaberle et les Maple Leafs signent une extension de contrat de cinq ans pour 21,5 millions de dollars.
Le 28 octobre 2006, il inscrit son premier coup du chapeau contre les Canadiens de Montréal.
Le 18 février 2011, il est échangé aux Bruins de Boston en retour de Joe Colborne et d'un choix de première ronde au repêchage 2011.
Quelques mois plus tard, il remporte la Coupe Stanley. Toutefois, Kaberle ne reviendra pas avec les Bruins car il signe un contrat avec les Hurricanes de la Caroline le 5 juillet 2011. Il est échangé au Canadiens de Montréal le 9 décembre 2011 en retour de Jaroslav Špaček. À la fin de la saison 2012-2013, les Canadiens de Montréal rachètent son contrat, le laissant libre de négocier avec l'équipe de son choix.

### Carrière internationale
Il a remporté avec l'équipe nationale tchèque le Championnat du monde de 2005 et a fait partie de l'équipe de République tchèque des Jeux olympiques de 2006 qui remporte la médaille de bronze à Turin (Italie).
Il a également participé aux Jeux de 2002 à Salt Lake City (États-Unis), à la Coupe du monde de hockey 2004 et aux Championnats du monde de 2003 et 2006. Il compte 61 sélections.

## Statistiques

### En club
| Saison     | Équipe                    | Ligue      |     | Saison régulière | Saison régulière | Saison régulière | Saison régulière | Saison régulière |   | Séries éliminatoires | Séries éliminatoires | Séries éliminatoires | Séries éliminatoires | Séries éliminatoires |
| Saison     | Équipe                    | Ligue      | PJ  | B                | A                | Pts              | Pun              | PJ               | B | A                    | Pts                  | Pun                  |                      |                      |
| 1994-1995  | HC Kladno                 | Extraliga  | 4   | 0                | 1                | 1                | 0                | -                | - | -                    | -                    | -                    |                      |                      |
| 1995-1996  | HC Kladno                 | Extraliga  | 23  | 0                | 1                | 1                | 2                | 2                | 0 | 0                    | 0                    | 0                    |                      |                      |
| 1996-1997  | HC Kladno                 | Extraliga  | 49  | 0                | 5                | 5                | 26               | 3                | 0 | 0                    | 0                    | 2                    |                      |                      |
| 1997-1998  | HC Kladno                 | Extraliga  | 47  | 4                | 19               | 23               | 12               | -                | - | -                    | -                    | -                    |                      |                      |
| 1997-1998  | Maple Leafs de Saint-Jean | LAH        | 2   | 0                | 0                | 0                | 0                | -                | - | -                    | -                    | -                    |                      |                      |
| 1998-1999  | Maple Leafs de Toronto    | LNH        | 57  | 4                | 18               | 22               | 12               | 14               | 0 | 3                    | 3                    | 2                    |                      |                      |
| 1999-2000  | Maple Leafs de Toronto    | LNH        | 82  | 7                | 33               | 40               | 24               | 12               | 1 | 4                    | 5                    | 0                    |                      |                      |
| 2000-2001  | Maple Leafs de Toronto    | LNH        | 82  | 6                | 39               | 45               | 24               | 11               | 1 | 3                    | 4                    | 0                    |                      |                      |
| 2001-2002  | HC Kladno                 | Extraliga  | 9   | 1                | 7                | 8                | 4                | -                | - | -                    | -                    | -                    |                      |                      |
| 2001-2002  | Maple Leafs de Toronto    | LNH        | 69  | 10               | 29               | 39               | 2                | 20               | 2 | 8                    | 10                   | 16                   |                      |                      |
| 2002-2003  | Maple Leafs de Toronto    | LNH        | 82  | 11               | 36               | 47               | 30               | 7                | 2 | 1                    | 3                    | 0                    |                      |                      |
| 2003-2004  | Maple Leafs de Toronto    | LNH        | 71  | 3                | 28               | 31               | 18               | 13               | 0 | 3                    | 3                    | 6                    |                      |                      |
| 2004-2005  | HC Kladno                 | Extraliga  | 49  | 8                | 31               | 39               | 38               | 7                | 1 | 0                    | 1                    | 0                    |                      |                      |
| 2005-2006  | Maple Leafs de Toronto    | LNH        | 82  | 9                | 58               | 67               | 46               | -                | - | -                    | -                    | -                    |                      |                      |
| 2006-2007  | Maple Leafs de Toronto    | LNH        | 74  | 11               | 47               | 58               | 20               | -                | - | -                    | -                    | -                    |                      |                      |
| 2007-2008  | Maple Leafs de Toronto    | LNH        | 82  | 8                | 45               | 53               | 22               | -                | - | -                    | -                    | -                    |                      |                      |
| 2008-2009  | Maple Leafs de Toronto    | LNH        | 57  | 4                | 27               | 31               | 8                | -                | - | -                    | -                    | -                    |                      |                      |
| 2009-2010  | Maple Leafs de Toronto    | LNH        | 82  | 7                | 42               | 49               | 24               | -                | - | -                    | -                    | -                    |                      |                      |
| 2010-2011  | Maple Leafs de Toronto    | LNH        | 58  | 3                | 35               | 38               | 16               | -                | - | -                    | -                    | -                    |                      |                      |
| 2010-2011  | Bruins de Boston          | LNH        | 24  | 1                | 8                | 9                | 2                | 25               | 0 | 11                   | 11                   | 4                    |                      |                      |
| 2011-2012  | Hurricanes de la Caroline | LNH        | 29  | 0                | 9                | 9                | 2                | -                | - | -                    | -                    | -                    |                      |                      |
| 2011-2012  | Canadiens de Montréal     | LNH        | 43  | 3                | 19               | 22               | 10               | -                | - | -                    | -                    | -                    |                      |                      |
| 2012-2013  | HC Kladno                 | Extraliga  | 10  | 2                | 4                | 6                | 6                | -                | - | -                    | -                    | -                    |                      |                      |
| 2012-2013  | Canadiens de Montréal     | LNH        | 10  | 0                | 3                | 3                | 0                | -                | - | -                    | -                    | -                    |                      |                      |
| 2013-2014  | HC Kladno                 | Extraliga  | 48  | 4                | 20               | 24               | 26               | -                | - | -                    | -                    | -                    |                      |                      |
| 2014-2015  | Wolf Pack de Hartford     | LAH        | 2   | 0                | 2                | 2                | 0                | -                | - | -                    | -                    | -                    |                      |                      |
| 2014-2015  | HC Kladno                 | 1.liga     | 24  | 5                | 21               | 26               | 4                | 7                | 1 | 8                    | 9                    | 2                    |                      |                      |
| 2015-2016  | HC Kometa Brno            | Extraliga  | 51  | 3                | 17               | 20               | 24               | 4                | 0 | 0                    | 0                    | 2                    |                      |                      |
| Totaux LNH | Totaux LNH                | Totaux LNH | 984 | 87               | 476              | 563              | 260              | 102              | 6 | 33                   | 39                   | 28                   |                      |                      |

### En équipe nationale
| Année | Équipe                 | Compétition                 |   | PJ | B | A  | Pts | Pun                         |  | Résultat |
| 1995  | République tchèque U18 | Championnat d'Europe junior | 5 | 0  | 5 | 5  | 14  | 5e place                    |  |          |
| 1996  | République tchèque U18 | Championnat d'Europe junior | 5 | 2  | 2 | 4  | 4   | 5e place                    |  |          |
| 1998  | République tchèque U20 | Championnat du monde junior | 7 | 1  | 1 | 2  | 2   | 4e place                    |  |          |
| 2002  | Tchéquie               | Jeux olympiques             | 4 | 0  | 1 | 1  | 2   | 7e place                    |  |          |
| 2003  | République tchèque     | Championnat du monde        | 7 | 0  | 7 | 7  | 2   | 4e place                    |  |          |
| 2004  | République tchèque     | Coupe du monde              | 4 | 0  | 1 | 1  | 0   | Défaite en quarts de finale |  |          |
| 2005  | République tchèque     | Championnat du monde        | 9 | 1  | 3 | 4  | 4   | Médaille d'or               |  |          |
| 2006  | République tchèque     | Jeux olympiques             | 8 | 2  | 2 | 4  | 2   | Médaille de bronze          |  |          |
| 2006  | République tchèque     | Championnat du monde        | 9 | 1  | 5 | 6  | 31  | Médaille d'argent           |  |          |
| 2008  | République tchèque     | Championnat du monde        | 7 | 1  | 9 | 10 | 0   | 5e place                    |  |          |
| 2010  | République tchèque     | Jeux olympiques             | 5 | 1  | 2 | 3  | 0   | 7e place                    |  |          |
| 2014  | République tchèque     | Jeux olympiques             | 5 | 0  | 3 | 3  | 0   | 6e place                    |  |          |